# Societats Nacionals de la Creu Roja i la Mitja Lluna Roja
Les Societats Nacionals de la Creu Roja i la Mitja Lluna Roja són organismes voluntaris d'auxili que cooperen amb les autoritats estatals. Ofereixen serveis de suport en rescat d'accidents, emergències o catàstrofes ambientals, serveis i programes sanitaris i socials i assintència a persones afectades per la guerra. El 1963 fou recompensada amb el Premi Nobel de la Pau juntament amb el Comitè Internacional de la Creu Roja.

## Societats Nacionals i la seva relació amb el moviment internacional de la Creu Roja
Formen part i segueixen els principis del moviment internacional de la Creu Roja. La qual aquesta integrada per: 
- Comitè Internacional de la Creu Roja - CICR
- Federació Internacional de Societats de la Creu Roja i de la Mitja Lluna Roja - FICR
- i les 192 Societats Nacionals de la Creu Roja i la Mitja Lluna Roja, que inclouen també la societat Estrella Roja de David d'Israel.[1]

Societat de la Creu Roja
Societat de la Mitja Lluna Roja
Societat de l'Estrella Roja de David (Israel)

Les societats nacionals es troben unides sota la Federació Internacional de la Creu Roja i la Mitja Lluna Roja. Cada societat nacional de cada país ha d'adoptar un dels emblemes (la creu o la mitja lluna roja), no podent utilitzar-se els dos per una mateixa societat, reservant-se la seva utilització conjunta a la FICR. Actualment existeixen 183 societats nacionals en tot el món.
La societat Maguen David Adom d'Israel a l'usar l'estrella de David Roja, que no és un dels dos símbols oficials, no és membre oficial de la FICR. No obstant això s'associa informalment amb el moviment internacional de la Creu Roja, en la seva actuació al territori d'Israel.

## Organització i actuacions de les Societats Nacionals
Els camps d'actuació de les Societats Nacionals de la Creu Roja i de la Mitja Lluna Roja abasten diferents àrees depenent de les necessitats de cada país. Amb caràcter general, els seus principals programes van des de primers auxilis amb punts de socors terrestres i marítims, passant per l'atenció als sectors de la població més necessitats, ajuda domiciliària, immigració, programes de salut, medi ambient, ajuda humanitària internacional, igualtat i serveis socials.
A la Creu Roja hi ha una Organització juvenil, anomenada Creu Roja Joventut, que és l'encarregada de treballar amb els sectors de població més joves, amb programes de promoció d'hàbits saludables, desenvolupament mediambiental i igualtat de gènere, entre d'altres.